# S/S Nordkust 4

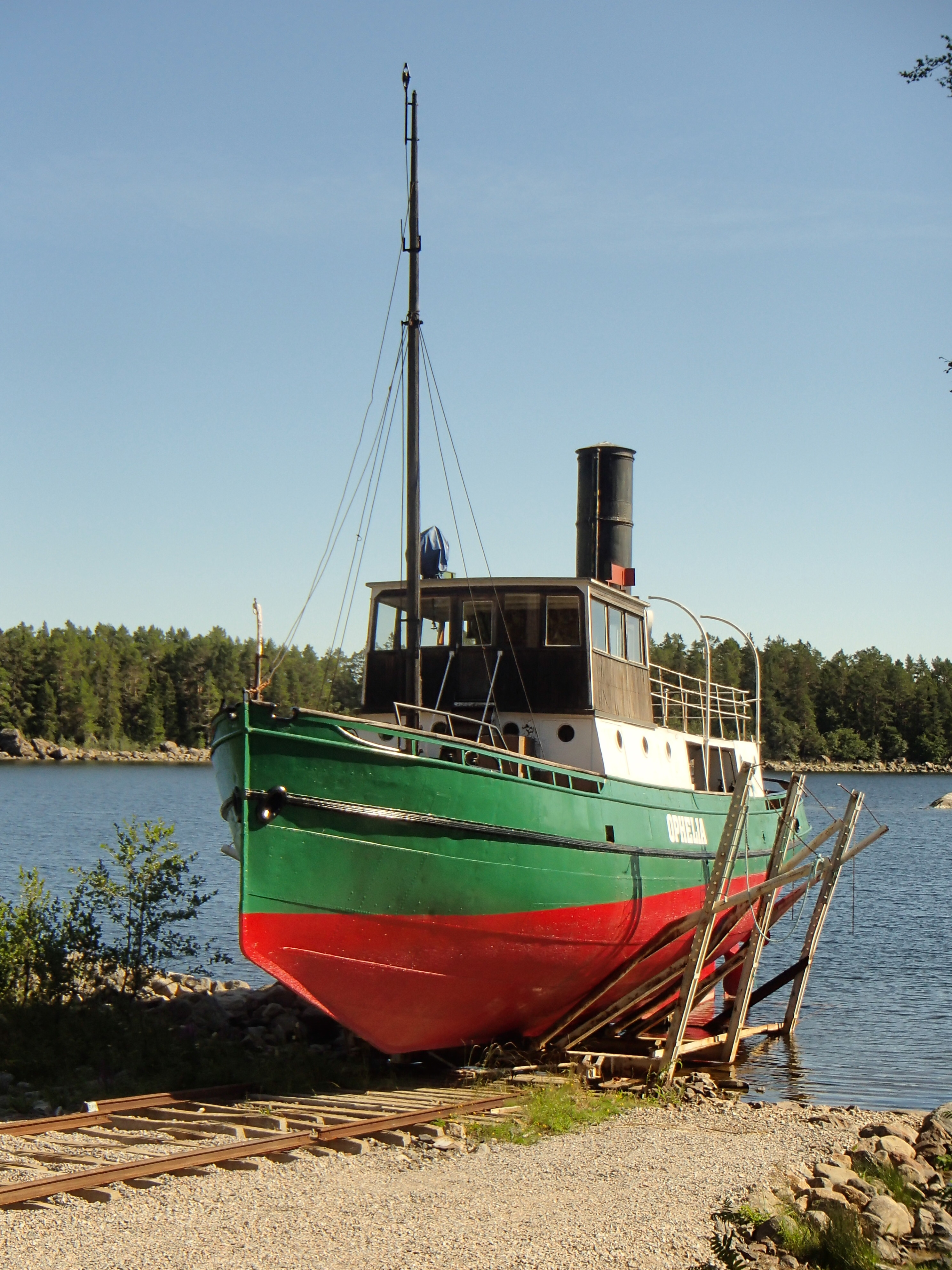
S/S Nordkust 4

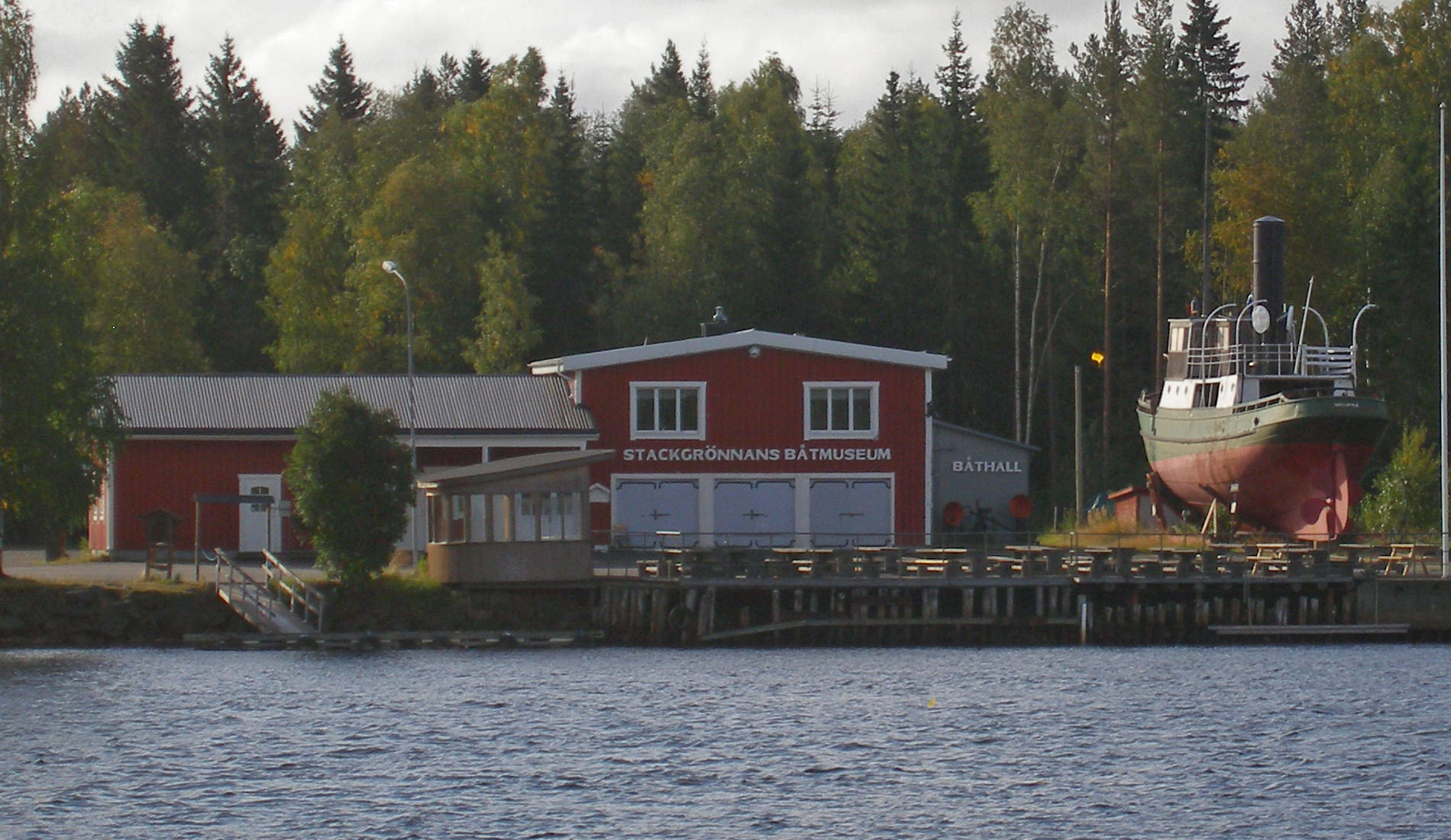
Stackgrönnans båtmuseum med S/S Nordkust 4 till höger

S/S Nordkust 4 är en svensk ångdriven bogserbåt.
S/S Nordkust 4 byggdes som S/S Ophelia 1885 för Galtströms bruk i Medelpad främst för transporter av kalksten från Oaxen och Slite. Hon är Sveriges äldsta ångsbogserare för bogsering till havs. Hon har seglat för olika företag i Norrland under olika namn, till exempel som Ytterfors 4 för Ytterfors Trävaru AB 1919 och som Munksund för Munksunds AB från 1920. Rederi AB Nordkust i Luleå köpte henne 1962 och döpte då om henne till Nordkust 4.
Fartyget har legat upplagt sedan 1970-talet och skänktes 1982 till Museiföreningen S/S Nordkust 4 i Skellefteå. Vid föreningens upplösning 1991 överläts fartyget på  Skellefteå museum.
Hon låg då vid Stackgrönnans båtmuseum utanför Skellefteå. Sedan 2010 ägs fartyget av Föreningen Galtströmståget  och är nu tillbaka till sin ursprungliga hemmahamn vid Galtströms bruk.

## Fartygsfakta
- Byggår: 1885
- Varv: Atlas Varf AB i Skellefteå
- Material: stål
- Längd över allt: 24,08 meter
- Bredd: 4,52 meter
- Djupgående: 2,76 meter
- Dräktighet: 73,8 bruttoregisterton
- Maskineri: tvåcylindrig kompoundångmaskin, tillverkad av Atlas i Stockholm
- Effekt: 230 ihk